# Nushagak (baie)
Pour les articles homonymes, voir Nushagak.

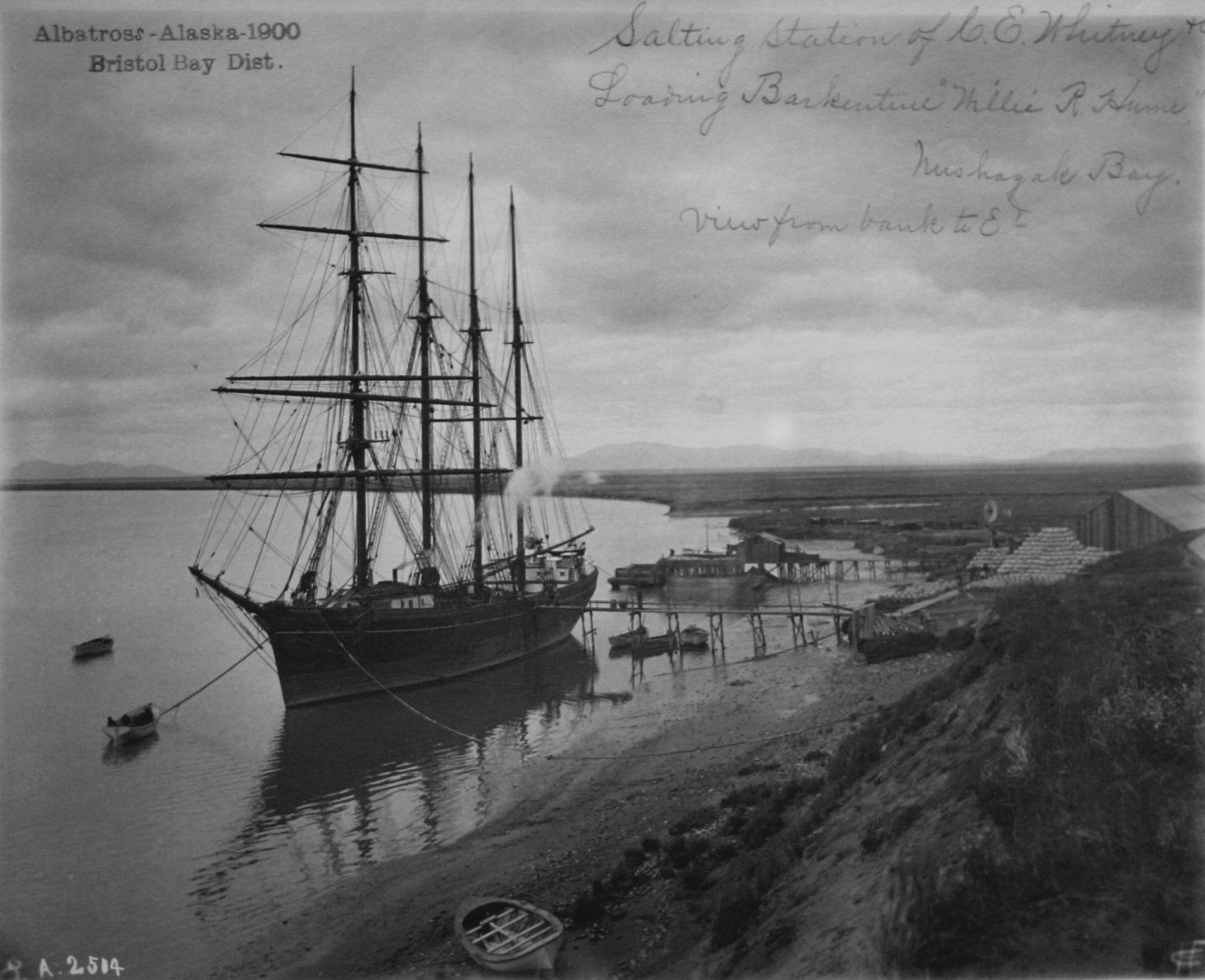
La baie Nushagak en 1900.

La baie Nushagak est un large estuaire de 100 km2 au sud-ouest de l'Alaska aux États-Unis qui ouvre sur la baie de Bristol au nord de la Péninsule de l'Alaska.
La ville de Dillingham, qui est la plus importante de la Région de recensement de Dillingham se trouve sur ses rives, et elle héberge aussi des pêcheries de saumons rouges.
La baie a une direction nord-sud depuis l'embouchure de la rivière Nushagak en direction de la baie de Bristol, 38 milles (61 km) au sud. Elle est aussi alimentée par d'autres rivières, la rivière Wood, la rivière Igushik, et la rivière Snake.
Depuis longtemps, les habitants des bords de la baie ont utilisé les ressources locales pour leur propre subsistance et pour le commerce. De nombreuses espèces de poissons y vivent et elle héberge une grande diversité de poissons et de crustacés.